# AFI 선정 100대 영웅과 악당
AFI 선정 100대 영웅과 악당(영어: AFI's 100 Years...100 Heroes & Villains) 은 미국 영화 연구소가 2003년 6월에 선정한 가장 위대한 영화 캐릭터 100명(각각 영웅과 악당 부문에서 50명)의 목록이다. 이 목록은 AFI 100년 시리즈의 일부이다. 이 목록은 아놀드 슈워제네거가 진행하는 CBS 특집 방송에서 처음 공개되었다. 이 프로그램은 뛰어난 논픽션 스페셜 부문으로 에미상 후보에 올랐다.

## 기준
심사위원들은 미국의 상당한 재정적 및 창의적 지원을 받은 장편(최소 60분), 내러티브, 영어 영화로 제한되었다. 영웅이든 악당이든 모든 캐릭터는 "스타일과 내용 면에서 미국 사회에 흔적을 남겼고" "시간이 지나도 강한 반응을 불러일으켜 미국의 영화 유산을 풍요롭게 하고 현대 예술가와 관객에게 계속 영감을 주어야" 했다.

## 목록

### 영웅
AFI는 영웅을 "극단적인 상황에서 승리하고 도덕성, 용기, 목적 의식을 극적으로 보여주는 캐릭터를 의미한다. 모호하거나 결함이 있을 수 있지만, 인류의 최선을 보여주기 위해 자신을 희생한다."라고 정의한다.
| 순위 | 영웅                              | 성별          | 배우                                 | 영화                   | 연도 | 비고                                                                  |
| ---- | --------------------------------- | ------------- | ------------------------------------ | ---------------------- | ---- | --------------------------------------------------------------------- |
| 1    | 애티커스 핀치                     | 남성          | 그레고리 펙                          | 알라바마 이야기        | 1962 | 아카데미상 수상                                                       |
| 2    | 인디아나 존스                     | 남성          | 해리슨 포드 (1)                      | 레이더스               | 1981 |                                                                       |
| 3    | 제임스 본드                       | 남성          | 숀 코너리                            | 007 살인번호           | 1962 |                                                                       |
| 4    | 릭 블레인                         | 남성          | 험프리 보가트 (1)                    | 카사블랑카             | 1942 | 아카데미상 후보                                                       |
| 5    | 보안관 윌 케인                    | 남성          | 게리 쿠퍼 (1)                        | 하이 눈                | 1952 | 아카데미상 수상                                                       |
| 6    | 클라리스 스탈링                   | 여성          | 조디 포스터                          | 양들의 침묵 (1)        | 1991 | 아카데미상 수상                                                       |
| 7    | 록키 발보아                       | 남성          | 실베스터 스탤론                      | 록키                   | 1976 | 아카데미상 후보                                                       |
| 8    | 엘런 리플리                       | 여성          | 시고니 위버                          | 에이리언 2             | 1986 | 아카데미상 후보                                                       |
| 9    | 조지 베일리                       | 남성          | 제임스 스튜어트 (1)                  | 멋진 인생 (1)          | 1946 | 아카데미상 후보                                                       |
| 10   | T. E. 로런스                      | 남성          | 피터 오툴                            | 아라비아의 로렌스      | 1962 | 실존 인물; 아카데미상 후보                                            |
| 11   | 제퍼슨 스미스                     | 남성          | 제임스 스튜어트 (2)                  | 스미스씨 워싱턴에 가다 | 1939 | 아카데미상 후보                                                       |
| 12   | 톰 조드                           | 남성          | 헨리 폰다 (1)                        | 분노의 포도            | 1940 | 아카데미상 후보                                                       |
| 13   | 오스카르 쉰들러                   | 남성          | 리암 니슨                            | 쉰들러 리스트 (1)      | 1993 | 실존 인물; 아카데미상 후보                                            |
| 14   | 한 솔로                           | 남성          | 해리슨 포드 (2)                      | 스타워즈 (1)           | 1977 |                                                                       |
| 15   | 노마 레이 웹스터                  | 여성          | 샐리 필드                            | 노마 레이              | 1979 | 남부 방직 공장 노동자 크리스탈 리 서턴을 바탕으로 함; 아카데미상 수상 |
| 16   | 셰인                              | 남성          | 앨런 래드                            | 셰인                   | 1953 |                                                                       |
| 17   | 해리 캘러한                       | 남성          | 클린트 이스트우드                    | 더티 해리              | 1971 |                                                                       |
| 18   | 로빈 후드                         | 남성          | 에롤 플린                            | 로빈 훗의 모험         | 1938 |                                                                       |
| 19   | 버지 티브스                       | 남성          | 시드니 포이티어                      | 밤의 열기 속으로       | 1967 |                                                                       |
| 20   | 부치 캐시디 와 선댄스 키드        | 남성          | 폴 뉴먼 (1) 와 로버트 레드퍼드 (1)   | 내일을 향해 쏴라       | 1969 | 실존 인물                                                             |
| 21   | 마하트마 간디                     | 남성          | 벤 킹즐리                            | 간디                   | 1982 | 실존 인물; 아카데미상 수상                                            |
| 22   | 스파르타쿠스                      | 남성          | 커크 더글러스                        | 스파르타쿠스           | 1960 | 실존 인물                                                             |
| 23   | 테리 말로이                       | 남성          | 말론 브란도                          | 워터프론트             | 1954 | 아카데미상 수상                                                       |
| 24   | 델마 디킨슨과 루이즈 소여         | 여성          | 지나 데이비스와 수전 서랜던          | 델마와 루이스          | 1991 | 모두 아카데미상 후보                                                  |
| 25   | 루 게릭                           | 남성          | 게리 쿠퍼 (2)                        | 야구왕 루 게릭         | 1942 | 실존 인물; 아카데미상 후보                                            |
| 26   | 슈퍼맨                            | 남성          | 크리스토퍼 리브                      | 슈퍼맨                 | 1978 |                                                                       |
| 27   | 밥 우드워드 와 칼 번스틴          | 남성          | 로버트 레드퍼드 (2) 와 더스틴 호프먼 | 모두가 대통령의 사람들 | 1976 | 실존 인물                                                             |
| 28   | 배심원 #8 (데이비스)              | 남성          | 헨리 폰다 (2)                        | 12인의 성난 사람들     | 1957 |                                                                       |
| 29   | 조지 패튼 장군                    | 남성          | 조지 C. 스콧                         | 패튼 대전차 군단       | 1970 | 실존 인물; 아카데미상 수상                                            |
| 30   | 루카스 "루크" 잭슨                | 남성          | 폴 뉴먼 (2)                          | 폭력 탈옥              | 1967 | 아카데미상 후보                                                       |
| 31   | 에린 브로코비치                   | 여성          | 줄리아 로버츠                        | 에린 브로코비치        | 2000 | 실존 인물; 아카데미상 수상                                            |
| 32   | 필립 말로                         | 남성          | 험프리 보가트 (2)                    | 명탐정 필립            | 1946 |                                                                       |
| 33   | 마지 건더슨                       | 여성          | 프랜시스 맥도먼드                    | 파고                   | 1996 | 아카데미상 수상                                                       |
| 34   | 타잔                              | 남성          | 조니 와이즈뮬러                      | 타잔 (1932년 영화)     | 1932 |                                                                       |
| 35   | 앨빈 요크                         | 남성          | 게리 쿠퍼 (3)                        | 요크 상사              | 1941 | 실존 인물; 아카데미상 수상                                            |
| 36   | 루스터 코그번                     | 남성          | 존 웨인                              | 진정한 용기            | 1969 | 아카데미상 수상                                                       |
| 37   | 오비완 케노비                     | 남성          | 앨릭 기니스                          | 스타워즈 (2)           | 1977 | 아카데미상 후보                                                       |
| 38   | 방랑자                            | 남성          | 찰리 채플린                          | 시티 라이트            | 1931 |                                                                       |
| 39   | 래시                              | 여성          | 팔                                   | 래시 집에 오다         | 1943 |                                                                       |
| 40   | 프랭크 서피코                     | 남성          | 알 파치노 (1)                        | 형사 서피코            | 1973 | 실존 인물; 아카데미상 후보                                            |
| 41   | 아서 치핑                         | 남성          | 로버트 도냇                          | 굿바이 미스터 칩스     | 1939 | 아카데미상 수상                                                       |
| 42   | 에드워드 플래너건 신부            | 남성          | 스펜서 트레이시                      | 소년의 거리            | 1938 | 실존 인물; 아카데미상 수상                                            |
| 43   | 모세                              | 남성          | 찰턴 헤스턴                          | 십계                   | 1956 | 성경 속 인물                                                          |
| 44   | 지미 "포파이" 도일                | 남성          | 진 해크먼                            | 프렌치 커넥션          | 1971 | 뉴욕 시 경찰 형사 에디 이건을 바탕으로 함; 아카데미상 수상            |
| 45   | 조로                              | 남성          | 타이론 파워                          | 쾌걸 조로              | 1940 |                                                                       |
| 46   | 배트맨                            | 남성          | 마이클 키턴                          | 배트맨 (1)             | 1989 |                                                                       |
| 47   | 캐런 실크우드                     | 여성          | 메릴 스트립                          | 실크우드               | 1983 | 실존 인물; 아카데미상 후보                                            |
| 48   | 터미네이터                        | 겉모습은 남성 | 아놀드 슈워제네거 (1)                | 터미네이터 2           | 1991 | 캐릭터는 악당 목록에도 등장한다.                                      |
| 49   | 앤드루 베켓                       | 남성          | 톰 행크스                            | 필라델피아             | 1993 | 제프리 바워스를 느슨하게 바탕으로 함; 연기로 아카데미상 수상          |
| 50   | 막시무스 데시무스 메리디우스 장군 | 남성          | 러셀 크로                            | 글래디에이터           | 2000 | 아카데미상 수상                                                       |

### 악당
AFI는 악당을 "마음의 사악함, 성격의 이기심, 권력에 대한 의지가 때로는 아름다움과 고귀함으로 가려지기도 하고, 때로는 가면을 벗고 분노하는 캐릭터를 의미한다. 그들은 끔찍하게 사악하거나 터무니없이 우스꽝스러울 수 있지만 궁극적으로 비극적이다."라고 정의한다.
| 순위 | 악당                                      | 성별             | 배우                                         | 영화                       | 연도 | 비고                                                                   |
| ---- | ----------------------------------------- | ---------------- | -------------------------------------------- | -------------------------- | ---- | ---------------------------------------------------------------------- |
| 1    | 한니발 렉터                               | 남성             | 앤서니 홉킨스                                | 양들의 침묵 (2)            | 1991 | 아카데미상 수상                                                        |
| 2    | 노먼 베이츠                               | 남성             | 앤서니 퍼킨스                                | 싸이코                     | 1960 | 에드 게인을 느슨하게 바탕으로 함                                       |
| 3    | 다스 베이더                               | 남성             | 데이비드 프로스 (제임스 얼 존스 목소리)      | 제국의 역습                | 1980 |                                                                        |
| 4    | 서쪽의 나쁜 마녀                          | 여성             | 마거릿 해밀턴                                | 오즈의 마법사              | 1939 |                                                                        |
| 5    | 랫체드 간호사                             | 여성             | 루이즈 플레처                                | 뻐꾸기 둥지 위로 날아간 새 | 1975 | 아카데미상 수상                                                        |
| 6    | 미스터 포터                               | 남성             | 라이어널 배리모어                            | 멋진 인생 (2)              | 1946 |                                                                        |
| 7    | 앨릭스 포레스트                           | 여성             | 글렌 클로스                                  | 위험한 정사                | 1987 | 아카데미상 후보                                                        |
| 8    | 필리스 디트릭슨                           | 여성             | 바버라 스탠윅                                | 이중 배상                  | 1944 | 아카데미상 후보                                                        |
| 9    | 리건 맥닐 ("파주주" 악마에게 빙의된 상태) | 여성 / 악마 혼혈 | 린다 블레어 (머세이디스 매케임브리지 목소리) | 엑소시스트                 | 1973 | 아카데미상 후보                                                        |
| 10   | 사악한 여왕                               | 여성             | 루실 라 베른 목소리                          | 백설 공주와 일곱 난쟁이    | 1937 |                                                                        |
| 11   | 마이클 코를레오네                         | 남성             | 알 파치노 (2)                                | 대부 2                     | 1974 | 아카데미상 후보                                                        |
| 12   | 알렉스 드라지                             | 남성             | 맬컴 맥다월                                  | 시계태엽 오렌지            | 1971 |                                                                        |
| 13   | HAL 9000                                  | 남성 목소리      | 더글러스 레인 목소리                         | 2001 스페이스 오디세이     | 1968 |                                                                        |
| 14   | 에이리언                                  | 미정             | 볼라지 바데조                                | 에이리언                   | 1979 |                                                                        |
| 15   | 아몬 괴트                                 | 남성             | 레이프 파인스                                | 쉰들러 리스트 (2)          | 1993 | 실존 인물; 아카데미상 후보                                             |
| 16   | 노아 크로스                               | 남성             | 존 휴스턴                                    | 차이나타운                 | 1974 |                                                                        |
| 17   | 애니 윌크스                               | 여성             | 캐시 베이츠                                  | 미저리                     | 1990 | 아카데미상 수상                                                        |
| 18   | 상어                                      | 남성             | "브루스"                                     | 죠스                       | 1975 |                                                                        |
| 19   | 블라이 선장                               | 남성             | 찰스 로턴                                    | 바운티 호의 반란           | 1935 | 실존 인물; 아카데미상 후보                                             |
| 20   | "인간"                                    | 남성             | N/A                                          | 밤비                       | 1942 |                                                                        |
| 21   | 엘리너 아이셀린 부인                      | 여성             | 앤절라 랜즈베리                              | 맨츄리안 켄디데이트        | 1962 | 아카데미상 후보                                                        |
| 22   | 터미네이터                                | 겉모습은 남성    | 아놀드 슈워제네거 (2)                        | 터미네이터                 | 1984 | 캐릭터는 영웅 목록에도 등장한다.                                       |
| 23   | 이브 해링턴                               | 여성             | 앤 백스터                                    | 이브의 모든 것             | 1950 | 아카데미상 후보                                                        |
| 24   | 고든 게코                                 | 남성             | 마이클 더글러스                              | 월 스트리트                | 1987 | 아카데미상 수상                                                        |
| 25   | 잭 토랜스                                 | 남성             | 잭 니컬슨 (1)                                | 샤이닝                     | 1980 |                                                                        |
| 26   | 코디 재럿                                 | 남성             | 제임스 캐그니 (1)                            | 화이트 히트                | 1949 |                                                                        |
| 27   | 화성인                                    | 미정             | 여러 명                                      | 우주 전쟁                  | 1953 |                                                                        |
| 28   | 맥스 케이디                               | 남성             | 로버트 미첨 (1)                              | 케이프 피어                | 1962 |                                                                        |
| 29   | 해리 파월 목사                            | 남성             | 로버트 미첨 (2)                              | 사냥꾼의 밤                | 1955 | 해리 파워스를 느슨하게 바탕으로 함                                     |
| 30   | 트래비스 비클                             | 남성             | 로버트 드니로                                | 택시 드라이버              | 1976 | 아서 브레머와 리 하비 오스왈드를 느슨하게 바탕으로 함; 아카데미상 후보 |
| 31   | 댄버스 부인                               | 여성             | 주디스 앤더슨                                | 레베카                     | 1940 | 아카데미상 후보                                                        |
| 32   | 클라이드 배로와 보니 파커                 | 남성 / 여성      | 워런 비티와 페이 더너웨이 (1)                | 우리에게 내일은 없다       | 1967 | 실존 인물; 모두 아카데미상 후보                                        |
| 33   | 드라큘라 백작                             | 남성             | 벨라 루고시                                  | 드라큐라                   | 1931 |                                                                        |
| 34   | 젤 박사                                   | 남성             | 로런스 올리비에                              | 마라톤 맨                  | 1976 | 아카데미상 후보                                                        |
| 35   | J.J. 헌세커                               | 남성             | 버트 랭커스터                                | 성공의 달콤한 향기         | 1957 | 칼럼니스트 월터 윈첼을 바탕으로 함                                     |
| 36   | 프랭크 부스                               | 남성             | 데니스 호퍼                                  | 블루 벨벳                  | 1986 |                                                                        |
| 37   | 해리 라임                                 | 남성             | 오슨 웰스                                    | 제3의 사나이               | 1949 |                                                                        |
| 38   | 시저 엔리코 반델로                        | 남성             | 에드워드 G. 로빈슨                           | 리틀 시저                  | 1931 |                                                                        |
| 39   | 크루엘라 드 빌                            | 여성             | 베티 루 거슨 목소리                          | 101마리의 달마시안 개      | 1961 |                                                                        |
| 40   | 프레디 크루거                             | 남성             | 로버트 엥글런드                              | 나이트메어                 | 1984 |                                                                        |
| 41   | 조앤 크로퍼드                             | 여성             | 페이 더너웨이 (2)                            | 존경하는 어머니            | 1981 | 실존 인물; 래지상 수상                                                 |
| 42   | 톰 파워스                                 | 남성             | 제임스 캐그니 (2)                            | 공공의 적                  | 1931 |                                                                        |
| 43   | 레지나 기든스                             | 여성             | 베티 데이비스 (1)                            | 작은 여우들                | 1941 | 아카데미상 후보                                                        |
| 44   | 베이비 제인 허드슨                        | 여성             | 베티 데이비스 (2)                            | 제인의 말로                | 1962 | 아카데미상 후보                                                        |
| 45   | 조커                                      | 남성             | 잭 니컬슨 (2)                                | 배트맨 (2)                 | 1989 |                                                                        |
| 46   | 한스 그루버                               | 남성             | 앨런 릭먼                                    | 다이하드                   | 1988 |                                                                        |
| 47   | 토니 카몬테                               | 남성             | 폴 무니                                      | 스카페이스                 | 1932 | 알 카포네를 느슨하게 바탕으로 함                                       |
| 48   | 로저 "버벌" 킨트 / 카이저 소제            | 남성             | 케빈 스페이시                                | 유주얼 서스펙트            | 1995 | 아카데미상 수상                                                        |
| 49   | 오릭 골드핑거                             | 남성             | 게르트 프뢰베 (마이클 콜린스 목소리)         | 007 골드핑거               | 1964 |                                                                        |
| 50   | 알론조 해리스 형사                        | 남성             | 덴절 워싱턴                                  | 트레이닝 데이              | 2001 | 아카데미상 수상                                                        |

## 내용주
1. 1 2  영화 내에서는 아놀드 슈워제네거가 연기한 다른 캐릭터이지만, 외형은 동일하다.
2. ↑  특히 밤비의 어머니를 총으로 쏴 죽인 사냥꾼을 지칭한다.
3. ↑  그 캐릭터는 대사도 없고 화면에 등장하지도 않는다.